# Augusto Cristián Federico de Anhalt-Köthen
Augusto Cristián Federico de Anhalt-Köthen (Köthen, 18 de noviembre de 1769-ibidem, 5 de mayo de 1812) fue un príncipe alemán de la Casa de Ascania, gobernante del principado de Anhalt-Köthen, y desde 1806 el primer duque de Anhalt-Köthen.
Era el hijo mayor del príncipe Carlos Jorge Lebrecht de Anhalt-Köthen y de su esposa, Luisa Carlota, hija del duque Federico de Schleswig-Holstein-Sonderburg-Glücksburg.

## Biografía
Al morir su padre en 1789, Augusto Cristián Federico heredó Anhalt-Köthen. Como él, siguió una carrera militar en el ejército prusiano, donde alcanzó el grado de Generalmajor.
El 15 de mayo de 1803 fue nombrado Generalfeldmarschallleutnant (Teniente Mariscal de Campo), y el 31 de enero de 1805 caballero de la Orden del Águila Negra.
El 9 de febrero de 1792, Augusto Cristián Federico contrajo matrimonio en Fráncfort del Meno con Carolina Federica (Usingen, 30 de agosto de 1777-Hochheim, 28 de agosto de 1821), hija del príncipe y después duque (1806) Federico Augusto de Nassau-Usingen. Después de once años de matrimonio infeliz y sin hijos, se divorciaron en 1803.
El 18 de abril de 1806, Napoleón le concedió el título de "Monsieur d'Anhalt" y con esto oficialmente lo elevó a la dignidad ducal.
A su muerte seis años más tarde sin herederos varones, Augusto Cristián Federico fue sucedido por su sobrino infante, Luis Augusto Carlos Federico Emilio, hijo de su difunto hermano menor, Luis.
| Predecesor: Carlos Jorge Lebrecht | Príncipe de Anhalt-Köthen 1789-1806 | Sucesor: Principado elevado a Ducado |
| Predecesor: Nueva creación        | Duque de Anhalt-Köthen 1806-1812    | Sucesor: Luis Augusto                |

- Datos: Q67049